# Agregado monetario
Un agregado monetario es la suma del dinero en circulación y el saldo vivo de los pasivos de mayor liquidez de las instituciones financieras. El Banco Central Europeo ha establecido las siguientes mediciones o niveles de agregados monetarios:
- Agregado monetario M1: conocido como estrecho, que es el efectivo en circulación más los depósitos a la vista de los residentes en la zona euro, excluidas las administraciones centrales, en entidades emisoras de la zona euro.
- Agregado monetario M2: incluye el M1 y además los depósitos a plazo fijo de hasta dos años y los depósitos disponibles con preaviso de hasta tres meses.
- Agregado monetario M3: conocido como amplio, engloba el M2 y las cesiones temporales de dinero, las participaciones en fondos del mercado monetario y los valores que no sean acciones y tengan una vida no superior a dos años.[1]

Los agregados monetarios tratan de identificar los elementos que se utilizan como medios de pagos en una economía. Tradicionalmente se identificó medio de pago con dinero en su sentido más estricto, lo que hoy se conoce como M1, es decir el dinero de curso legal que los ciudadanos mantenían en efectivo más el depositado en las entidades financieras en forma de depósitos a la vista, pero en los años ochenta, las autoridades monetarias de todos los países, fueron observando como se producía una transformación de los usos financieros de la ciudadanía, en favor de la utilización de unos nuevos productos financieros ofrecidos por los Bancos, diferentes de las tradicionales cuentas corrientes, que ofrecían una mayor rentabilidad y mantenían casi la misma liquidez que éstas, este es el caso de depósito a plazo de vencimiento muy corto y cesiones temporales de dinero. Ante estos cambios las autoridades monetarias fueron ampliando sus definiciones de agregados monetarios y surgieron los nuevos agregados mencionados antes, que son los utilizados por el Banco Central Europeo, en el marco de la política monetaria del euro. En algunos otros países se han llegado a crear agregados monetarios más amplios que los aquí definidos conocidos como M4, M5, M6 y M7.